# Ципис, Наум Фроимович
Нау́м Фро́имович Ци́пис (6 мая 1935, Казатин — 25 марта 2014) — советский и белорусский писатель, журналист. Член Союза белорусских писателей (1994) и Белорусского ПЕН-центра.

## Биография
Наум Ципис родился 6 мая 1935 года в Казатине, Винницкая область, в семье железнодорожника. Во время войны находился в эвакуации на Северном Кавказе, в УзССР, на Урале. Среднюю школу заканчивал в Виннице. Год отработал на Винницком суперфосфатном заводе. В 1960 году окончил историко-литературный факультет Курского педагогического института.
После окончания учёбы жил в Минске. Преподавал в профессионально-техническом училище (1961—1988), был работником бюллетеня «За безопасность движения» (1988—1990).
Печатался как прозаик с 1965 года в газете «Знамя юности». Автор книг прозы: «Приговор», «Где-то есть город», «Старые дороги», «Балканская рама», «Иду и возвращаюсь», «Приближение».
Эмигрировал в Бремен, Германия (куда первый раз выехал на операцию), там и жил до смерти 25 марта 2014 года. Был женат на белоруске, воспитал двоих дочерей и двух внуков.

## Работы
- Приговор. Повесть. Минск, 1976;
- Где-то есть город. Повесть в рассказах. Минск, 1979;
- Старые дороги. Рассказы. Минск, 1984;
- Балканская рама. Роман. Минск, 1988;
- Иду и возвращаюсь. Повести. Минск, 2003;
- Приближение. Авторский сборник. Минск, 2007.
- "Билет до Винницы"